# KTM (motorkerékpár)

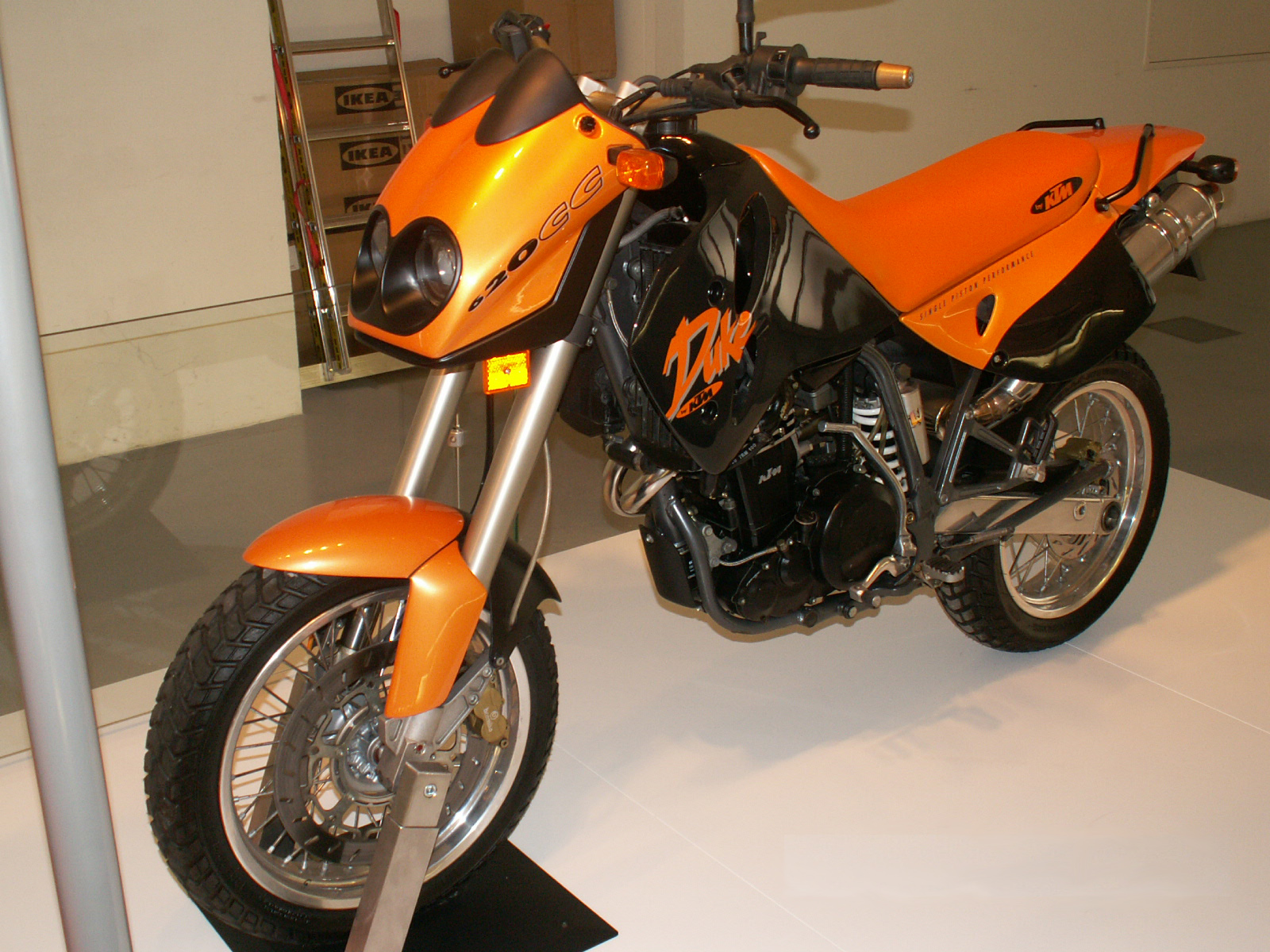
KTM Duke620

A KTM Sportmotorcycle AG egy osztrák cég. Fő profilja a motorkerékpár-gyártás, de kísérletezett quad gyártással, majd kis szériában egyedi sportautó gyártásba is kezdett. 1991 után szintén KTM néven egy kerékpárgyártó cég vált ki, amely  - bár a KTM nevet használja -  lényegében külön cég, ami más tulajdonos kezében van.

## Története
Az osztrák Mattighofenben a KTM elődjének számító javító műhely 1953-tól kezd motor gyártásba köszönhetően két mérnöknek Ernst Kronreif és Hans Trunkenpolz-nak. Főleg a krossz- és enduroversenyeken elért sikereiről vált ismertté. Korai országúti modelljei többnyire kis hengerűrtartalmú, ugyancsak osztrák gyártmányú Rotax-motorblokkal meghajtott kétüteműek voltak.
1991-ben a KTM csődbe ment a kerékpár- és hűtőgyártás vesztesége miatt, ám nem sokkal ezután az új tulajdonos Stefan Pierer motorkerékpár-gyártás újraindítása mellett döntött. Az utóbbi időkben főleg a nagy hengerűrtartalmú, négyütemű egyhengeresek – az endurók – és az 1993-ban Duke
néven bemutatott kiváló, 620 cm³-es roadster határozzák meg a cég profilját.

### Kronológiai áttekintés

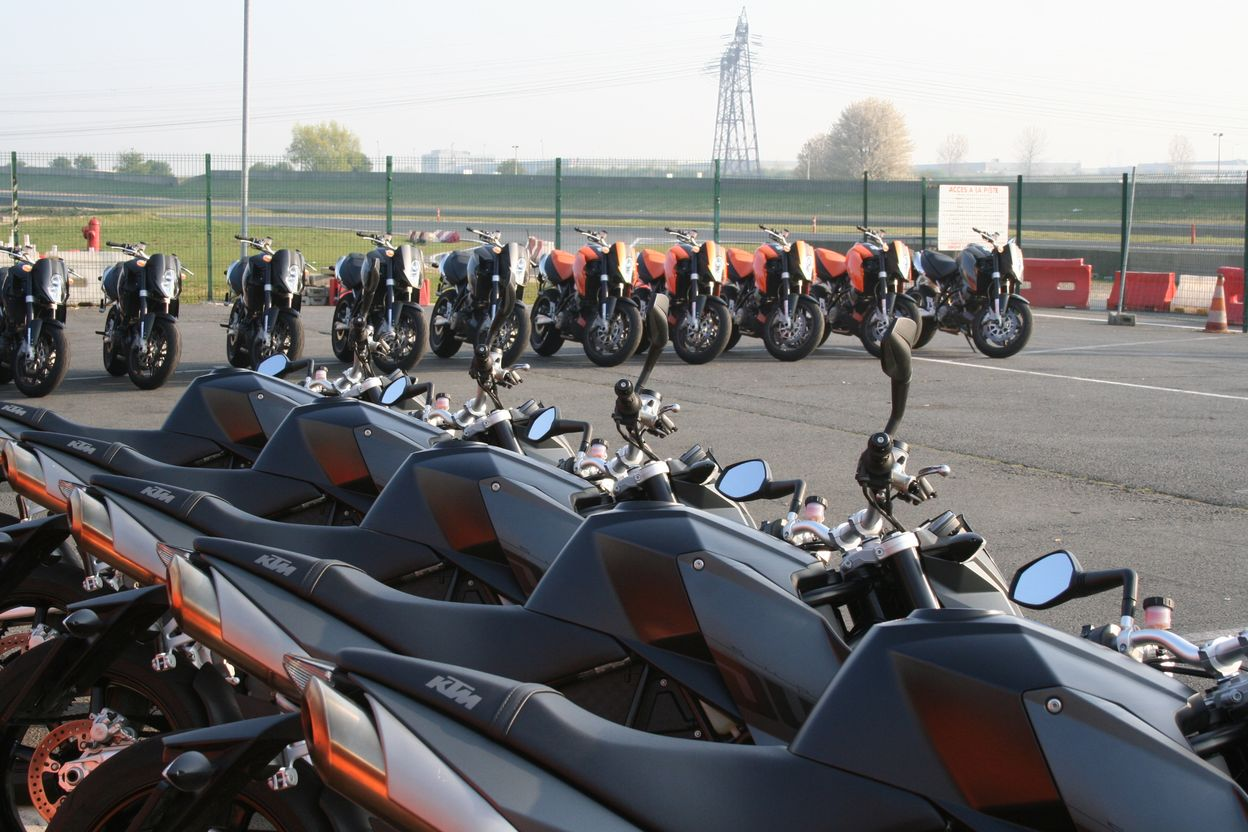
KTM Duke, Circuit Carole

- 1934 Hans Trunkenpolz Mattighofenben egy lakatosműhelyt alapít.
- 1937 A Trunkenpolz társaság lesz a DKW motorkerékpárok első hivatalos szállítója.
- 1937 - 1950 A Trunkenpolz társaság ebben az időszakban Felső-Ausztria egyik legnagyobb motorkerékpár és autójavító műhelye lesz.
- 1951 - 1952 Kifejlesztik az első nagyobb projektet, egy könnyű 98 ccm-es motorkerékpárt (R100)
- 1953 Megkezdődik az első KTM motorkerékpárok sorozatgyártása. (20 dolgozó, 3 motorkerékpárt készít naponta). Hamarosan jönnek az eredmények a versenysportban (5. Gaisbergwertungsfahrt: KTM végez az első három helyen). A gyár hivatalos neve mostantól: "Kronreif, Trunkenpolz, Mattighofen."
- 1954 Elkészül az 1000-dik KTM motorkerékpár. - Először nyer KTM motorkerékpár az osztrák nemzeti motorbajnokság 125-ös géposztályában.
- 1955 Kifejlesztik a 125-ös túramodellt, beszállva vele az utcai versenybe.
- 1956 Első részvétel a nemzetközi "hatnaposon", Egon Dornauer aranyérmet szerez.
- 1957 A modellpaletta továbbfejlesztésének eredménye: egy sportmotorkerékpár (Trophy 125cc) és az első robogó (Mirabell).
- 1958 - 1959 Erwin Lechner nyeri és nyeri a terepversenyeket az új KTM versenymotorral, amelyet Ludwig Apfelbeck tervezett.
- 1959 - 1960 Válságban a motorkerékpár ipar. Hamarosan elkészül a  Ponny-robogó és az első KTM Mofa moped.
- 1963 Tovább bővül a paletta a COMET modellel.
- 1964 Elkezdődik a kerékpárgyártás. Folytatódik a terepverseny sport: Létrejön a gyári KTM csapat, amely részt vesz a "hatnaposon".
- 1966 - 1967 Elkészül a 10 000-dik Comet moped. A KTM 3 aranyérmet szerez a nemzetközi "hatnaposon" Svédországban.
- 1968 A Penton Six Days modellt az USA-ba is exportálják.
- 1970 Megkezdődik az első KTM motorok gyártása.  Manfred Klerr nyeri az új fejlesztésű 250-es krosszmotorral az Osztrák Nemzeti Bajnokságot.
- 1971 - 1972 Immár 400 dolgozója van a KTM-nek.
- 1973 Megkezdődik a sorozatgyártása a 250 ccm-es modelleknek (krossz és enduro).  A KTM első VB pontja és nagydíjgyőzelme. (P. Roulev és G. Moiseev).
- 1974 A KTM-nek már 42 különböző modellje létezik. Megkezdődik a sorozatgyártása a KTM Hobby III-nak. Az orosz Gennadij Moiseev megnyeri az első 250 ccm-es világbajnoki címet a KTM-nek.
- 1975 Comet Grand Prix 125 RS utcai modell bevezetése. Sigi Lerner KTM gyári versenyző megnyeri az osztrák motokrosszbajnokságot. Alessandro Grittti megnyeri az enduro EB-t.
- 1976 Saját fejlesztésű 125-ös motorral nemzetközi sikereket ér el az olasz Farioli versenycsapat (2 EB cím).
- 1978 Standort Lorain (Ohio/USA) megalapítja az első leányvállalatot az USA-ban "KTM America Inc". A harmadik 250-es motokrossz VB cím a KTM-nek és Moiseev-nek.
- 1980 A gyár neve mostantól "KTM Motor-Fahrzeugbau KG". Intenzív változtatás a sportmodelleken (súlycsökkentés, membránvezérlés).
- 1981 Az első vízhűtéses 125-ös krosszmotor bevezetése. A 700 dolgozó egyéves forgalma 750 millió ATS, a termékek 76%-át 13 országba exportálják.
- 1982 A motorkrossz-modelleket az új fejlesztésű "Pro Lever" hátsófelfüggesztéssel szerelik. Elsőként a piacon, bevezetnek egy 4 ütemű vízhűtéses KTM motorkerékpárt.
- 1984 Megkezdődik a KTM hűtők gyártása. Heinz Kinigadner megnyeri a 250-es VB-t egy KTM-mel.
- 1985 Elkészül a 100000-dik KTM motor (500cc, folyadékhűtés, 50 LE feletti teljesítmény). Másodszor is megnyeri Heinz Kinigadner a 250-es VB-t.
- 1986 A KTM elsőként bevezeti az első és hátsó tárcsaféket. Az olaszországi "hatnapost" a KTM minden kategóriában megnyeri.
- 1987 Megkezdődik a négyütemű modellek sorozatgyártása (1 henger, 560 cm3, felülfekvő vezérműtengely).  98 000 hűtő, 93 700 kerékpár, 12 600 moped és 10 600 motorkerékpár.
- 1988 - 1989 1988-ban megszüntetik a robogógyártást. 1989 Verkauf der Aktienmehrheit von KTM an die GIT Trust Holding. A gyárigazgató Erich Trunkenpolz meghal.

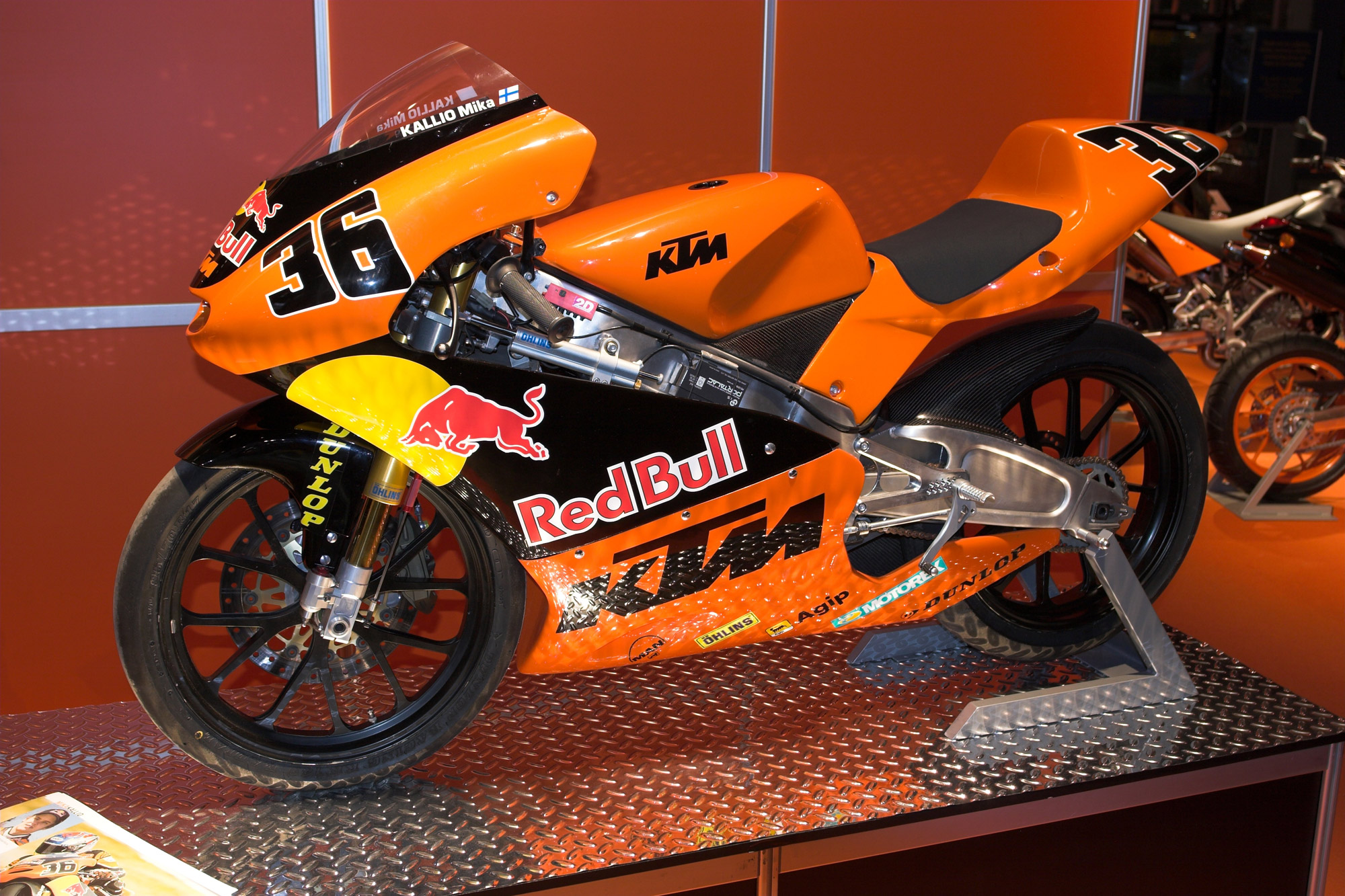
Mika Kallio KTM-je

- 1989 KTM világbajnok lesz Trampas Parkerrel (USA) 125ccm motokrosszban

és Zwillingen Huesser-rel (CH) oldalkocsis motokrossz kategóriában.
- 1992 Az újjáalakult motorkerékpárcég - KTM Sportmotorcycle GmbH - új vezetőséggel indul, új Hard Enduro koncepció és egy teljesen újjászületett motorkerékpárforma.
- 1992 KTM Enduro VB címek: 1990-ben Paul Edmonson (125), Peter Hansson (500), 1991-ben és 1992-ben Jeff Nilsson (125), 1992-ben Mario Rinaldi (350).
- 1993 Megkezdődik a KTM Rally-összefonódás. (5 géposztály győzelem az Atlas Rally-n).
- 1994 A KTM Sportmotorcycle GmbH nevet vált KTM Sportmotorcycle AG-ra. Dolgozólétszám: 212 fő. Megkezdődik a Duke modellek gyártása.
- 1995 A svéd Husaberg AB megvásárlása és átveszik a White Power felfüggesztést.
- 1995 Jegyzik KTM Sportmotorcycle Ag-t a Bécsi Értéktőzsdén, az eredmény 12 000 motorkerékpár, a forgalom 1,1 milliárd ATS, 2 EB cím, Győzelem a  Master Rally-n és a Tunesien Rally-n.
- 1996 Az első szériagyártású önindítós KTM LC4 motor. További leányvállalatok Németországban és Svájcban. 500cc motokrossz VB cím Shayne King-gel, számtalan győzelem enduróban és rali-an.
- 1997 Bevezetik az LC4 Supermoto modellt és az LC4 Adventure-t, a KTM első utazómotorját. 3 Enduro VB cím: Watts (125), Rinaldi (400), Tiainen (500)
- 1998 PDS (Himba nélküli felfüggesztés) a kétütemű modelleken, új motorgeneráció 125/200cc. Új Z-Design. Ezek a motorok már nagyon hasonlítanak a maiakra.
- 1999. szeptember 1.: Megkezdődik a termelés az új gyárban,  megszületnek az első KTM 4-Takt RACING modellek, 400/520 és az első különolajzású 125/200ccm-es motorok.
- 1999 Megalakul a spanyol leányvállalat a  KTM Spanien. Visszavonulás az értéktőzsdéről. Enduró világbajnok Salminen (125), összetettben Sala. Magnaldi megnyeri a Ralli világkupát.
- 2000 A kéthengeres KTM bemutatkozik Münchenben, az Intermot-on. Megalakul a francia leányvállalat, a  KTM Frankreich. Nagyon eredményes év: A KTM 6 VB címet szerez.
- 2000 Motokrossz világbajnok: 125cc (Grant Langston), 500cc (Joel Smets), Enduro világbajnok 125cc (Juha Salminen), 250cc 4T (Matteo Rubin), 400cc (Mario Rinaldi), 500cc (Tiainen)
- 2001 Új pótalkatrész raktár épül [Mattighofen]ben.
- 2001 Ötszörös győzelem a Dakar-rali-n. Győz Fabrizio Meoni olaszországból. Juha Salminen az Enduró világbajnok és James Dobb 125ccm motokrossz világbajnok.
- 2002 Elkészül egy új motorgyár Munderfing-ben.
- 2002 Thierry van den Bosch lesz a supermoto világbajnok. Fabrizio Meoni megnyeri a Dakart az új 2 hengeres 950 Rally-val, Juha Salminen lesz az enduro világbajnok.

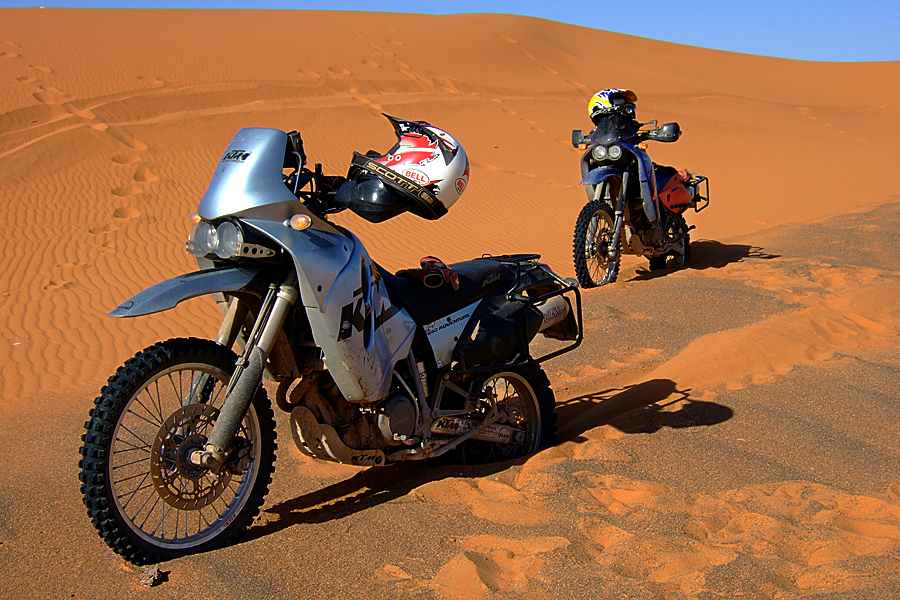
KTM 640 LC4

- 2003 Piacon a 950 Adventure. Bemutatkozik a 990 Duke Milánóban. Létrejön egy új fejlesztési központ Mattighofenben. 70 514-et adnak el világszerte, az állami bevétel 376 millió euró.
- 2003 A KTM bemutatkozik a MotoGP 125-ös kategóriájában. Világbajnokok 2003-ban: Salminen (Enduró), Ramon (125 MX), Smets (650 MX). Despres Rali világkupa győzelem. USA bajnokok 2003: Langston 125 (Supercross), Lafferty (Enduró).
- 2004 Megvásárolható a 990 Super Duke. Bemutatkozik a KTM 990 RC8 Venom|990 RC8 Venom és a  950 Supermoto az Intermot-on. Egy új irodaház épül Mattighofenben. Sikeresnek tűnik a KTM helyezkedése a piacon.  Leányvállalat jön létre Magyarországon és Szlovéniában. 70.815 motorkerékpárt adnak el világszerte és az éves bevétel 402,4 millió euró.
- 2004 17 VB cím, 104 cím összesen. Nani Roma megnyeri a Dakart és Michael Ranseder a Nemzetközi Német Motorkerékpár Bajnokságban (IDM) 125-ös kategóriában. Casey Stoner első győzelme a MotoGP 125-ös géposztályában.

## Új irányzat
2006-ban a KTM elkezdett pehelysúlyú autók tervezésével foglalkozni. Így született meg a KTM X-Bow. Audi motorral van felszerelve és a tömege kevesebb, mint 700 kg.

### X-Bow

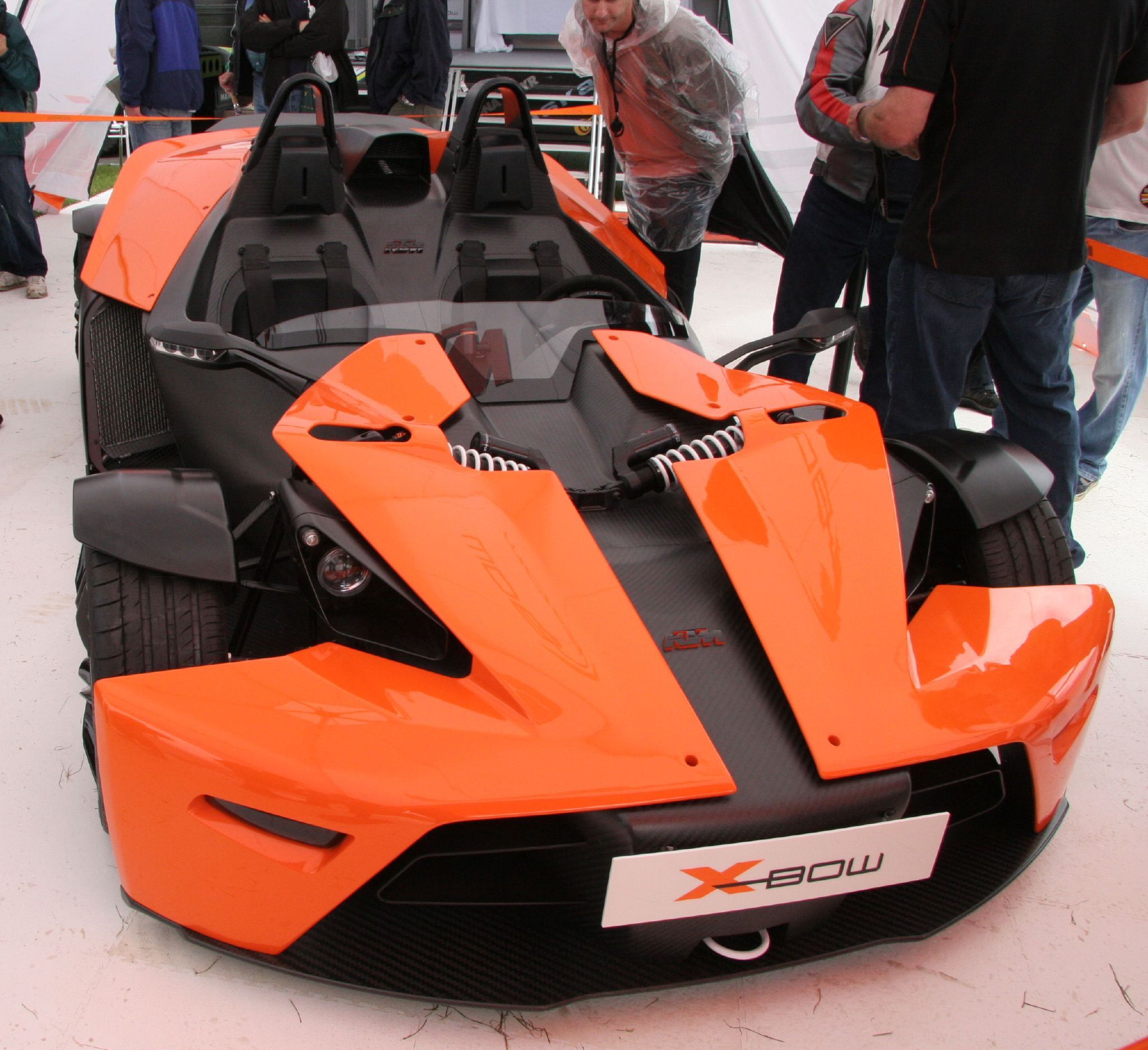
KTM X-Bow

- Gyártás:2008
- Tömeg: 700 kg alatt
- Hossz: hozzávetőleg 3,6 m
- Motor: 1984 cm³, 220 lóerő, 300 NM (Audi 2.0 TFSI) Topversion 300 lóerő
- 6 sebességes sebességváltó vagy DSG

## Külső hivatkozások
- A KTM hivatalos honlapja
- KTM-tulajdonosok tapasztalatainak gyűjteménye (magyarul)
- KTM kerékpárok
- KTM Autó
- Története